# Nyctimystes avocalis
Nyctimystes avocalis – gatunek płaza bezogonowego z podrodziny Pelodryadinae w obrębie rodziny rzekotkowatych (Hylidae).
WystępowanieGatunek ten jest endemitem wyspy Goodenough z grupy Wysp d’Entrecasteaux należących do Papui-Nowej Gwinei. Został odnotowany na wysokości około 900 m n.p.m. Jego środowisko życia to wilgotne lasy nizinne i strumienie, w których się rozmnaża.
Status zagrożeniaW Czerwonej księdze gatunków zagrożonych IUCN Nyctimystes avocalis  od 2020 roku klasyfikowany jest jako gatunek najmniejszej troski (LC, ang. Least Concern); wcześniej, od 2004 roku uznawano go za gatunek narażony (VU, ang. Vulnerable). Choć na Goodenough ma miejsce rozwój osadnictwa, zakładanie ogrodów czy pożary, to nie dotyczy to wyżej położonych rejonów wyspy, w których występuje ten gatunek.